# Tarnaszentmiklós, Heves
Tarnaszentmiklós  este un sat în districtul Heves, județul Heves, Ungaria, având o populație de 947 de locuitori (2011). 

## Demografie
Componența etnică a satului Tarnaszentmiklós
     Maghiari (91,26%)
     Romi (7,49%)
     Români (1,25%)
Componența confesională a satului Tarnaszentmiklós
     Romano-catolici (36,11%)
     Fără religie (23,34%)
     Reformați (4,65%)
     Necunoscută (35,16%)
     Alte religii (1,69%)
Conform recensământului din 2011, satul Tarnaszentmiklós avea 947 de locuitori. Din punct de vedere etnic, majoritatea locuitorilor (91,26%) erau maghiari, existând și minorități de romi (7,49%) și români (1,25%). Nu există o religie majoritară, locuitorii fiind romano-catolici (36,11%), persoane fără religie (23,34%) și reformați (4,65%). Pentru 35,16% din locuitori nu este cunoscută apartenența confesională.